# USS Oscar Austin (DDG 79)
Az USS Oscar Austin (DDG 79) egy irányított rakétákkal felszerelt romboló, az Amerikai Haditengerészet által üzemeltetett Arleigh Burke osztály egysége. Az osztályt Arleigh Burke tengernagyról nevezték el, aki a második világháború egyik leghíresebb amerikai rombolóparancsnoka volt, míg az Oscar Austin névadója Oscar P. Austin amerikai tengerészgyalogos, aki 1969 februárjában a vietnámi háború során hunyt el és hősiességéért és önfeláldozásáért posztumusz megkapta a legmagasabb amerikai katonai kitüntetést, a Medal of Honor-t. Oscar Austin anyja, Mildred Austin jelen volt a hajó szolgálatba állítási ceremóniáján.
Az Oscar Austin az Arleigh Burke osztályú rombolók legújabb, Flight IIA jelű sorozatának volt az első egysége. A sorozat legnagyobb újdonsága, hogy a hajó hátsó részén hangárt alakítottak ki, amely két SH–60 Seahawk helikoptert tud fogadni (korábban csak leszállófedélzet volt).
Az Oscar Austin-t 2000-ben állították szolgálatba és legelső éles bevetése során részt vett a 2002-es Operation Iraqi Freedom hadművelet első szakaszában.

## Építése

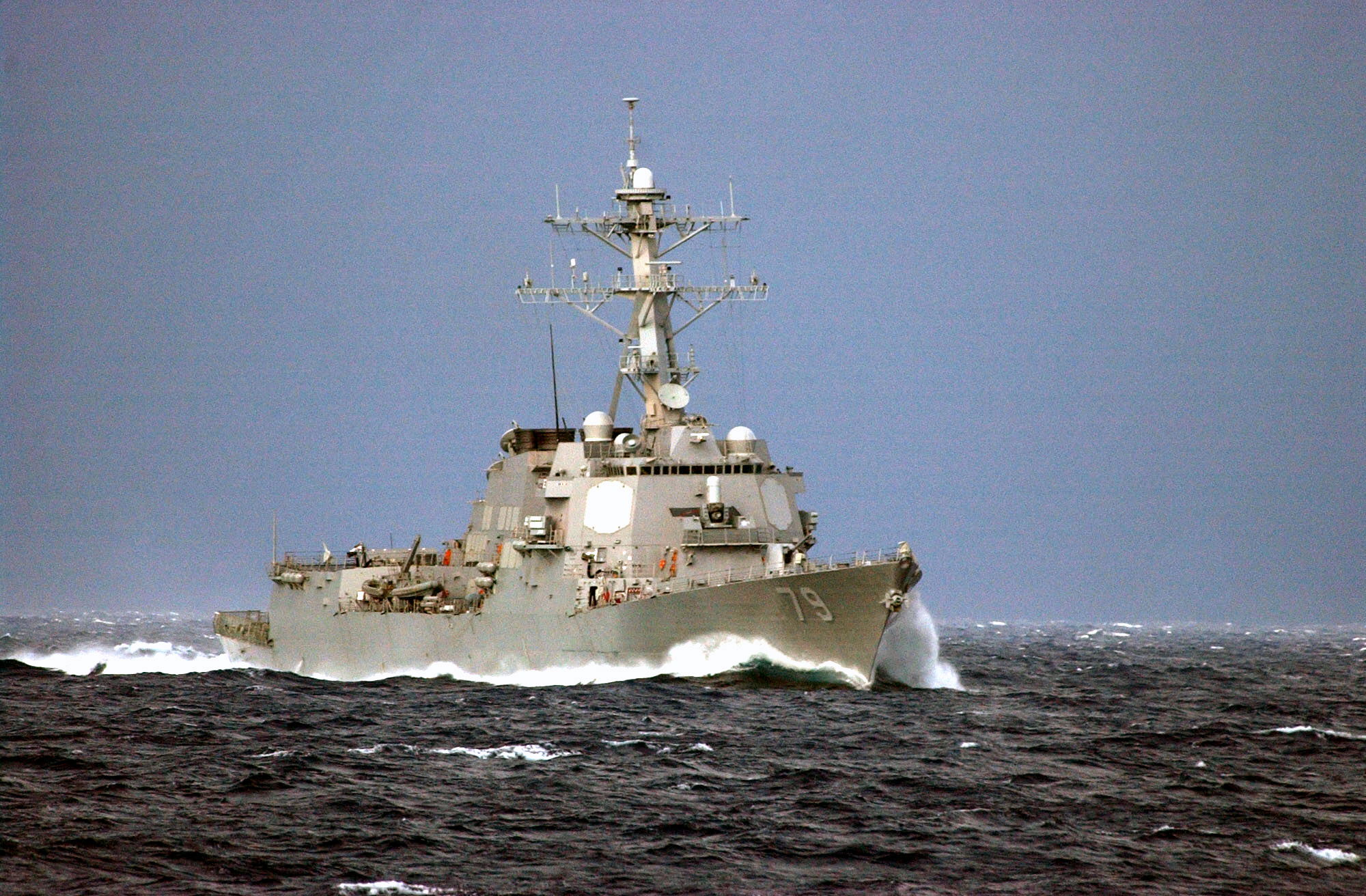
Az Oscar Austin 2002-ben Florida partjainál.

Az akkor még csak DDG-79 sorszámú hajót 1994. július 20-án rendelte meg a haditengerészet. Az építkezés 1997. október 9-én kezdődött a Maine állambeli Bath városban, a Bath Iron Works hajógyár telephelyén. Az Oscar Austin-t 1998. november 7-én bocsátották vízre és 2000. augusztus 19-én állt szolgálatba.
A szolgálatba állítási ceremónián részt vett a névadó, Oscar P. Austin közlegény anyja, Mildred Austin is.
A szolgálatba állítás után az Oscar Austin az Atlanti flotta állományába került, honi kikötője Norfolk, Virginia. Az USS Harry S. Truman (CVN–75) repülőgép-hordozó által vezetett hajó-harccsoport egyik egysége.

## Flight IIA jellegzetességek, módosítások

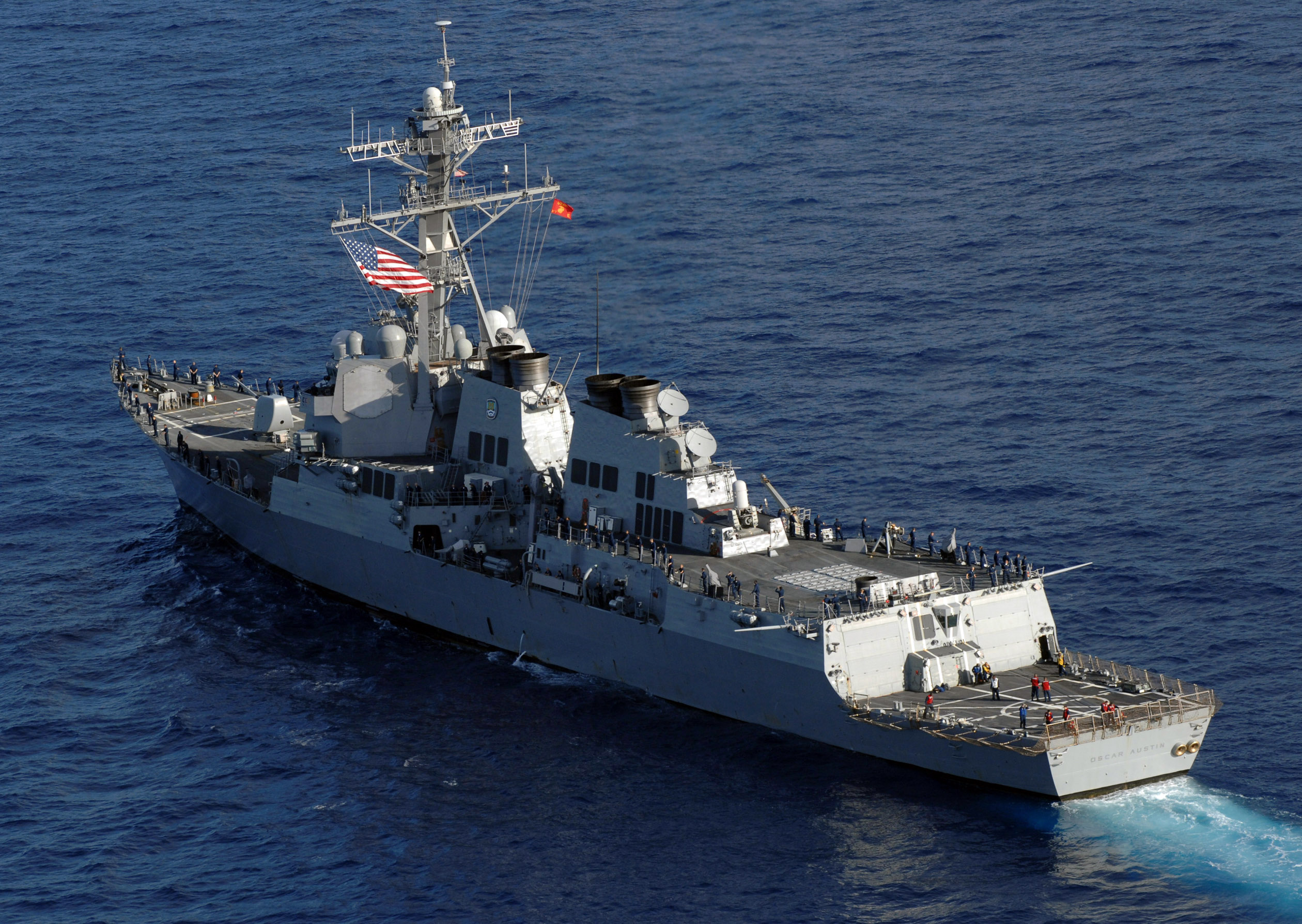
Az Oscar Austin hátulnézetből. A leszállófedélzet mögött jól látható a két hangárajtó.

### Helikopterhangár
A Flight IIA sorozattól kezdődően az Arleigh Burke osztályú rombolókon két hangár létesítettek, amelyek 2 SH-60 Sea Hawk típusú helikoptert tudnak fogadni. Ennek érdekében a hajók hosszát négy lábbal és hat hüvelykkel (1,4 m) megnövelték, valamint vízkiszorításuk is nőtt, összesen 9300 tonnára. Az AN/ SPY-1D lokátor hátrafelé néző két antennáját is magasabbra kellett beépíteni, hogy a hangárok ne zavarják meg a lokátor működését. A hajóra az AEGIS integrált felderítő és fegyverrendszer legkorszerűbb, 7,11-es változatát telepítették.
Az ún. Recovery, Assist, Securing, and Traversing rendszer lehetővé teszi, hogy még viharos tengeren is biztonságban le tudjanak szállni a helikopterek és be tudják azokat vontatni és rögzíteni a hangárban.

### Fegyverzet
A fegyverzet terén a leglényegesebb változás, hogy a függőleges rakétaindítórendszer (Vertical Launch System) celláinak számát 90-ről 96-ra növelték (az orrban 32, a taton 64 található). A hajó költségeinek csökkentése érdekében eltávolították az RGM–84 Harpoon hajó elleni rakéták kilövőállásait.

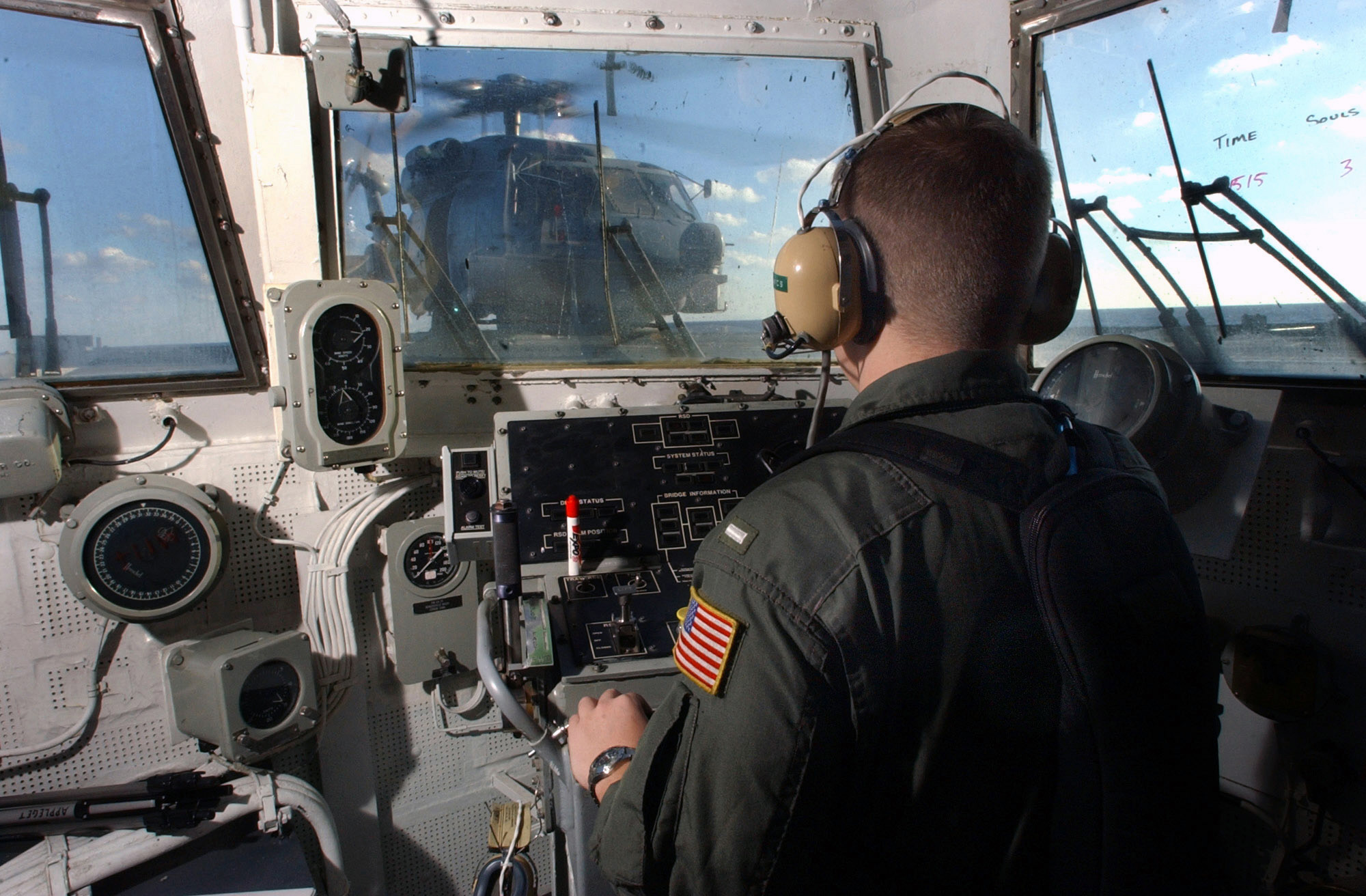
Az Oscar Austin egyik matróza egy SH-60B Seahawk helikopter leszállását irányítja.

Ezen felül kezdetben eltávolították a Phalanx lokátorvezérlésű rakétavédelmi géppuskákat, amelyeket a NATO szövetségesekkel közösen fejlesztett Sea Sparrow rakétákkal akartak felváltani – azonban az amerikai haditengerészet mégis úgy döntött, hogy a Phalanxokat visszatelepítik.

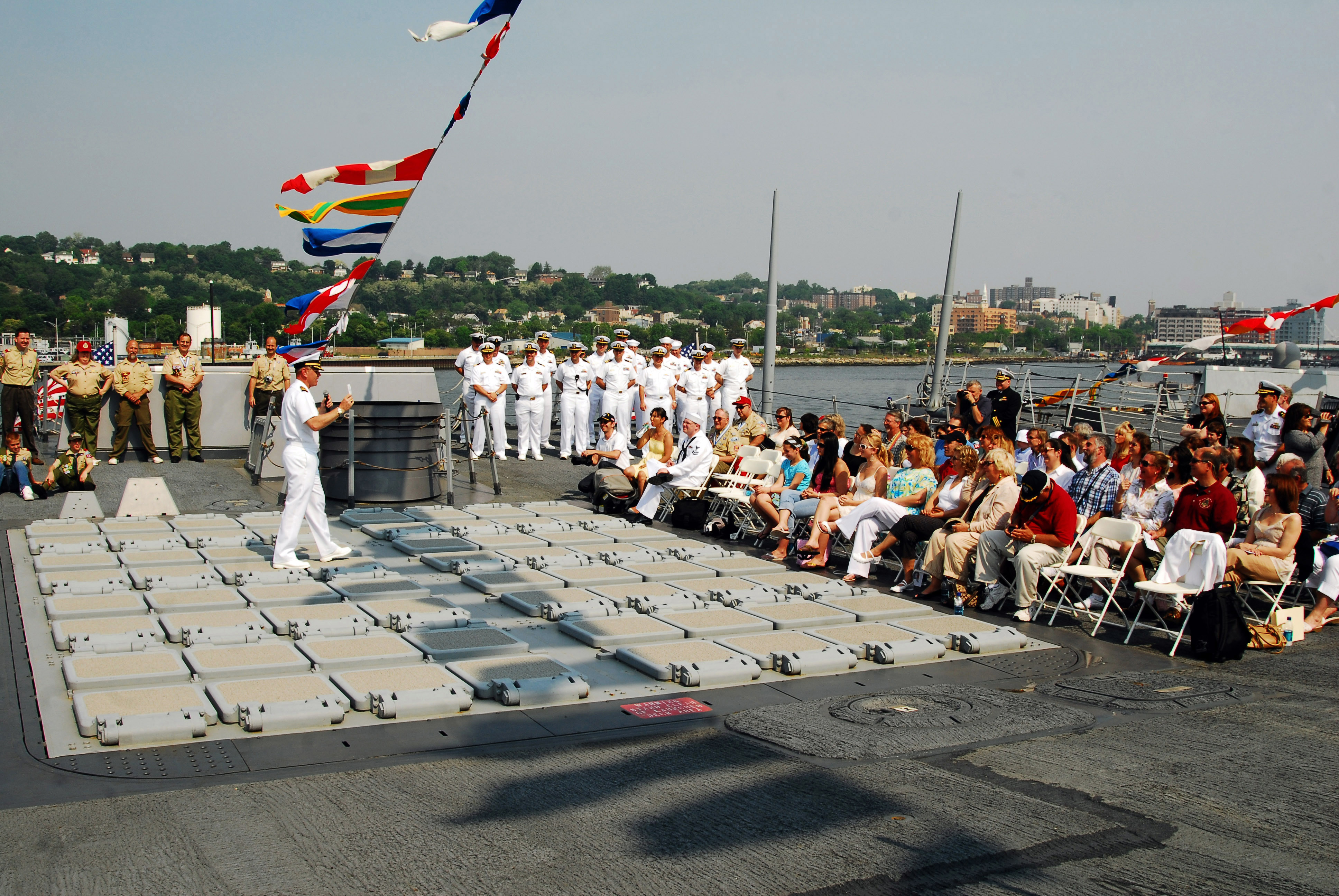
Rick Williams kapitány az Oscar Austin tatfedélzeti függőleges rakétakilövő rendszerét mutatja be látogatóknak, a 2007-s flottanap alkalmából, 2007. május 26.

Az Oscar Austin az orrban található 5 hüvelykes (127 mm) Mk–45 Mod 1/2 ágyú régi (54 cm hosszú) változatát kapta meg, amely nem alkalmas a fejlett, megnövelt hatótávolságú lövedékek kilövésére.
A torpedóvető csöveket viszont alkalmassá tették Penguin és Hellfire levegő–föld rakéták, valamint Stinger föld-levegő rakéták kilövésére. A torpedóvető csövekhez összesen 40 torpedót tároltak.

### Egyéb hajófedélzeti rendszerek

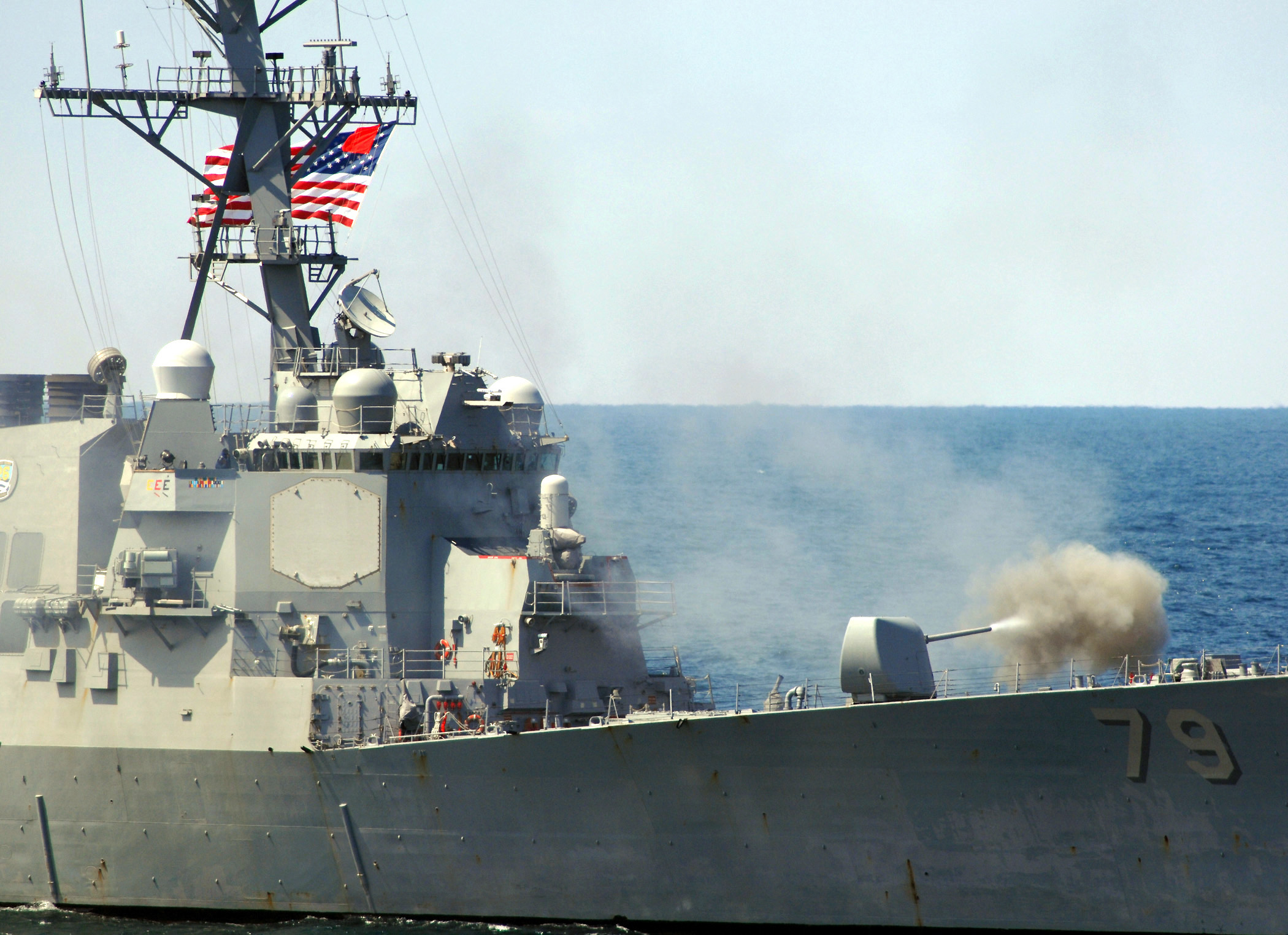
Az Oscar Austin éles tüzelést hajt végre az 5 hüvelykes ágyúval, 2007.

Az "Automatikus Közös Diagram" (Automated Common Diagram, ACD) nevű rendszert az egész haditengerészeten belül az Oscar Austin-ba építették be. A rendszer lehetővé teszi, hogy a hajón található összes tűzcsapot, szivattyút, elektromos megszakítót és áramforrást egy helységből, a központi kárelhárító szobából vezéreljenek.
A harcvezetési rendszerbe beépítették a kooperatív tűzvezetési képességet (Cooperative Engagement Capability), ezáltal képes lesz egy adott hadszíntéren tartózkodó egységek tüzének koordinálására. A harcvezetési rendszer kereskedelmi forgalomban is kapható üvegszálas adattovábbítási hálózatra épül.

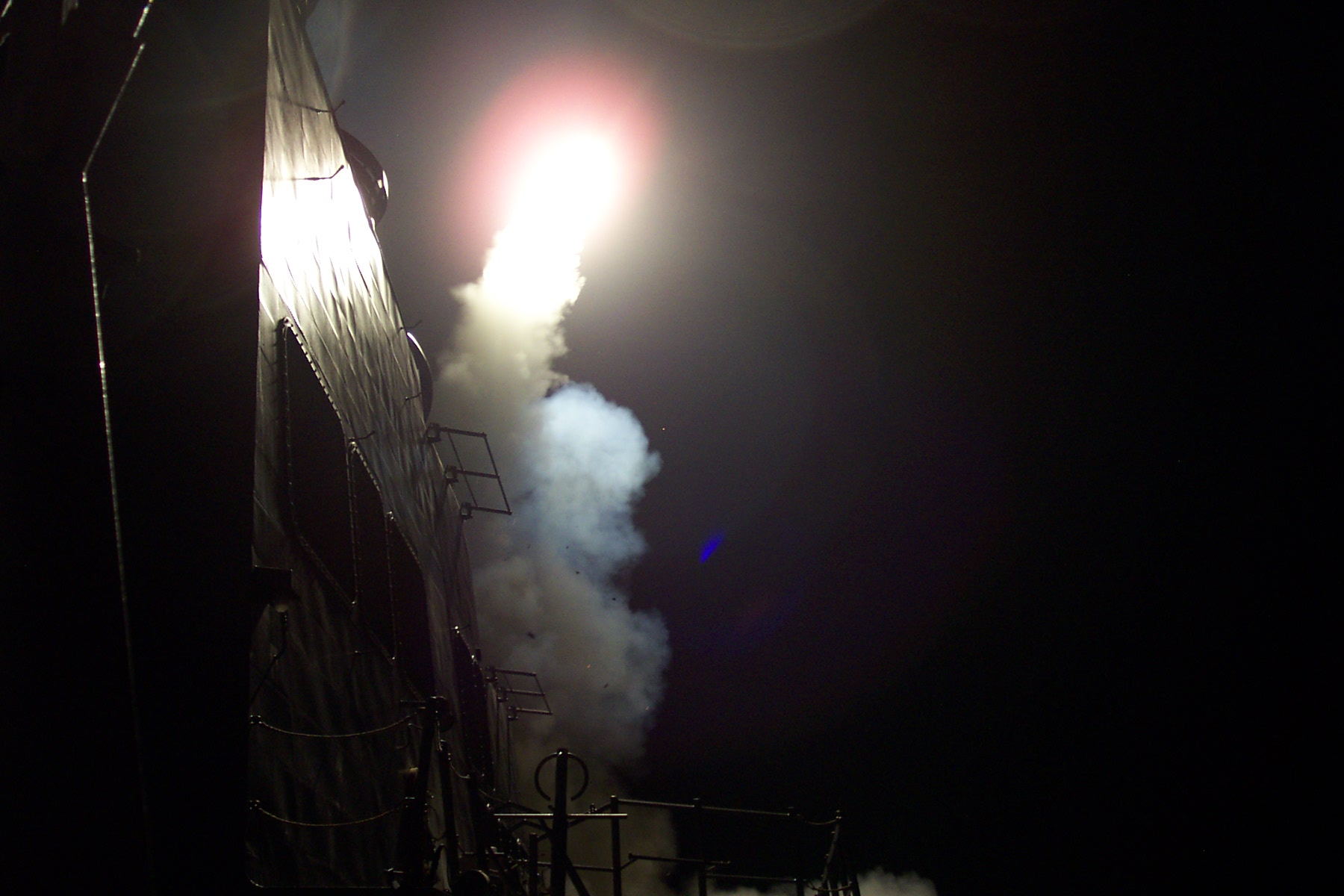
Tomahawk cirkálórakéta indítása az Oscar Austin hátsó fedélzetén található kilövőcellából.

A fedélzeten található férőhelyek számát megnövelték, hogy el tudják szállásolni a két helikopter legénységét és kiszolgáló személyiségét, így összesen 4 tisztnek, 6 tiszthelyettesnek és 18 közlegénynek alakítottak ki szállást.

## Haditengerészeti szolgálata

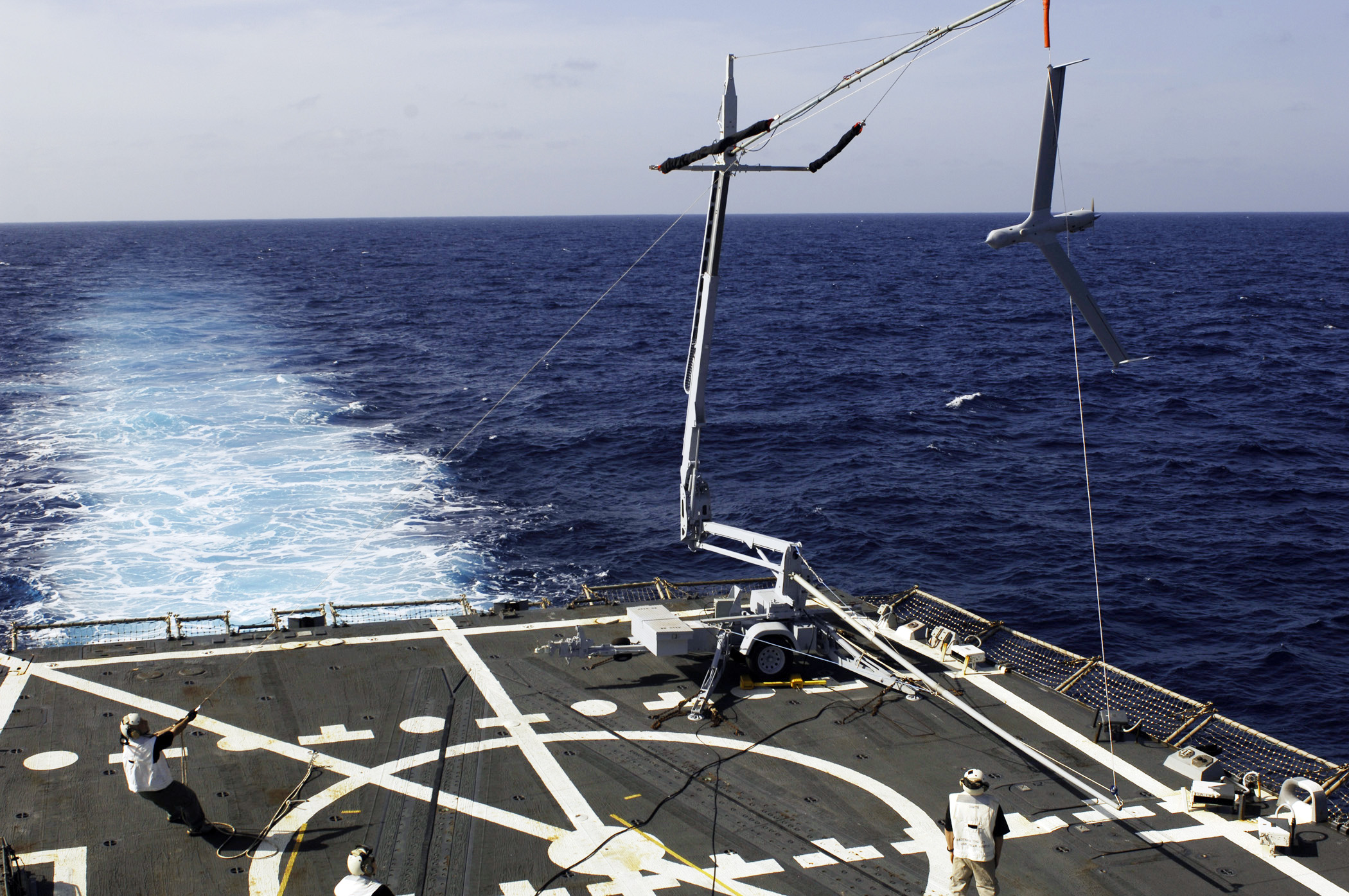
Egy ScanEagle robotrepülőgép befogása az Oscar Austin hátsó fedélzetén.

Az Oscar Austin-t 2000. augusztus 12-én állították szolgálatba és az Atlanti flotta – aktuális megnevezése Flottaparancsnokság (Fleet Forces Command) – állományába vezényelték, ahol az USS Harry S. Truman (CVN–75) repülőgép-hordozó köré szervezett hajó-harccsoport egyik egysége lett.
Első tengerentúli küldetésére 2002-ben került sor, amikor részt vett a Balti-tengeren szervezett Strong Resolve '02 hadgyakorlaton. Ezt követően a Perzsa-öbölbe vezényelték, ahol részt vett az Operation Iraqi Freedom hadművelet első szakaszában Tomahawk cirkálórakétáival. A küldetésnek 2003 márciusában volt vége és az Oscar Austin visszatért a norfolki haditengerészeti bázisra.
A következő éles bevetés 2005 szeptemberében kezdődött, amikor a hajó ismét visszatért a Perzsa-öbölbe és részt vett az Operation Enduring Freedom hadműveletben. 2006 márciusában fejeződött be a küldetés.
2008-ban az Oscar Austin lett az első hadihajó, amelyet alkalmassá tettek a Boeing egyik leányvállalata által fejlesztett ScanEagle felderítő robotrepülőgép alkalmazására.

## További képek

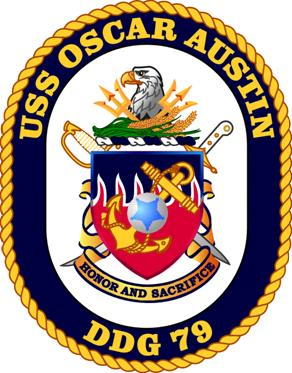
Az Oscar Austin címere, jelmondata: Honor and Sacrifice.
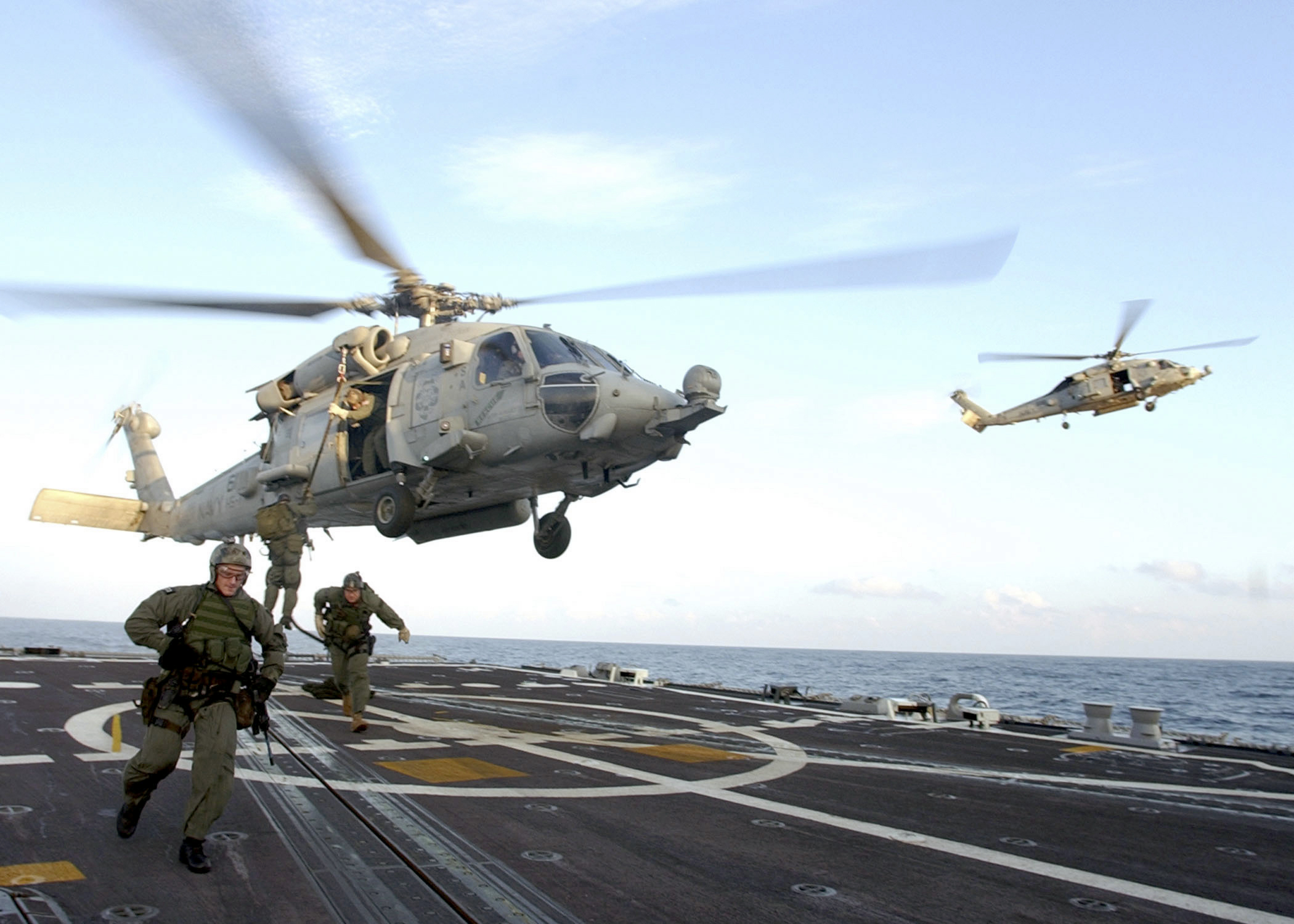
Navy SEAL katonák az Oscar Austin fedélzetére ereszkednek egy 2002-es gyakorlat során.
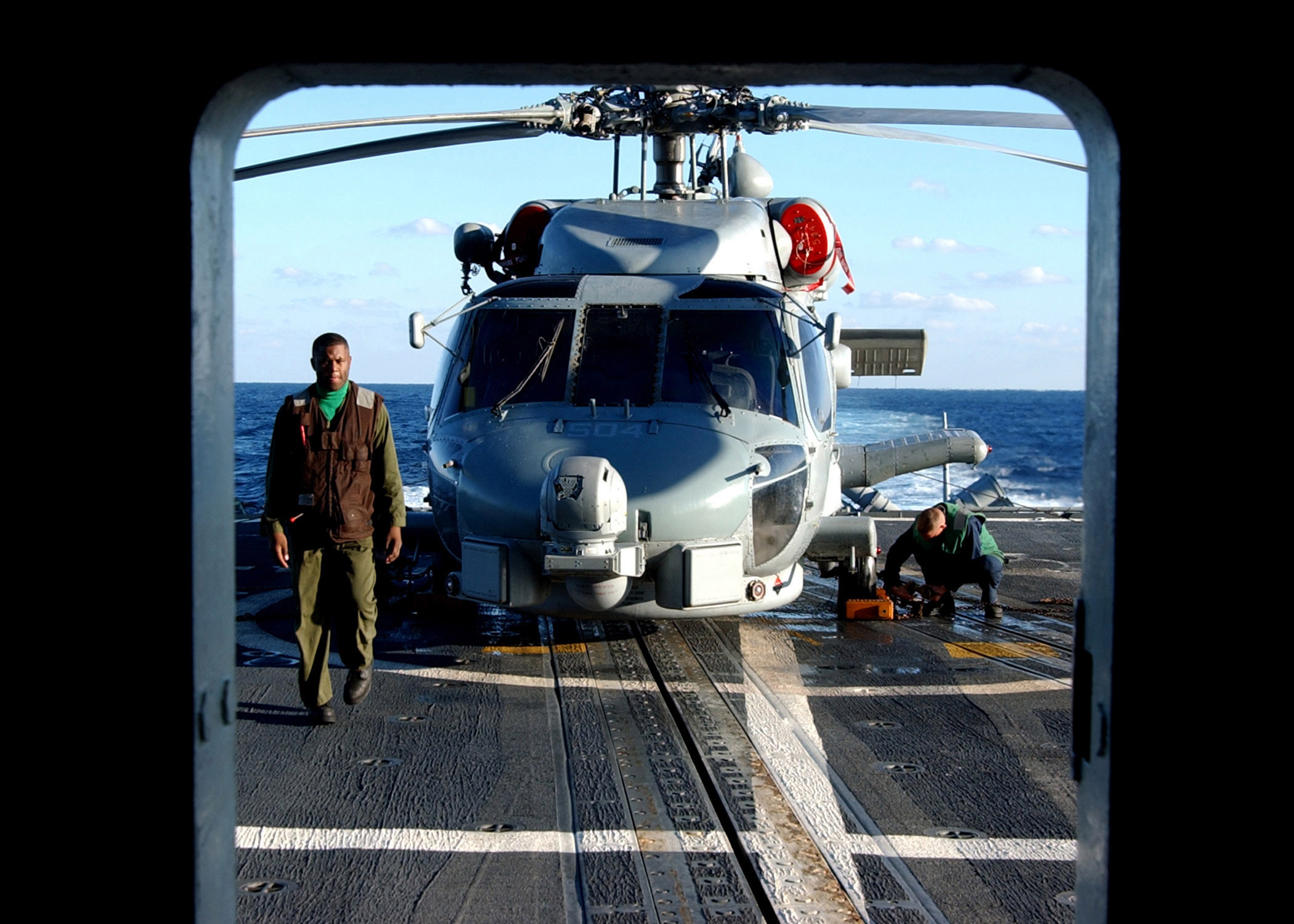
Egy SH-60B Seahawk típusú helikopter legénysége biztonságosan rögzíti a helikoptert a 2002-es gyakorlat során.
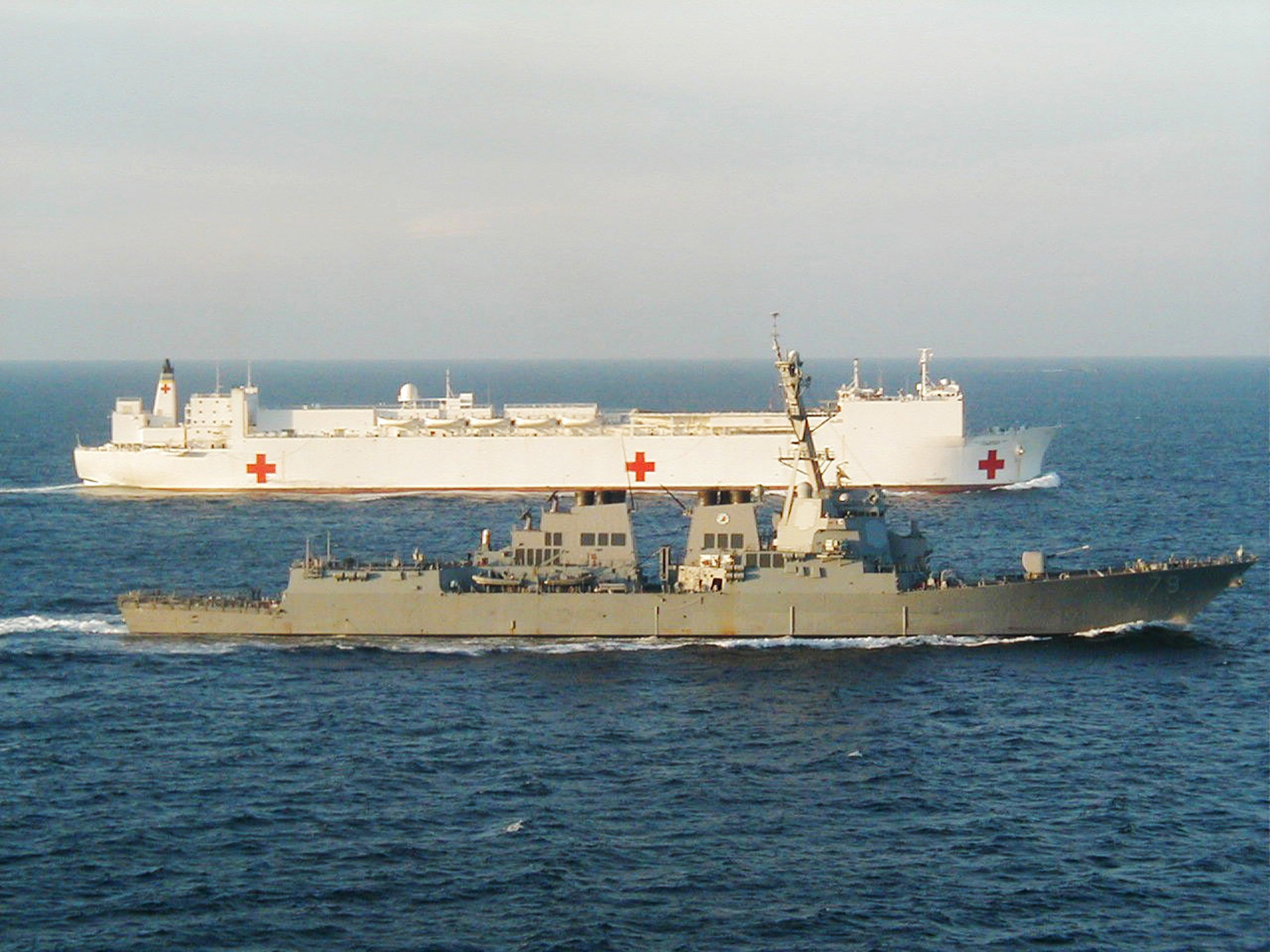
Az Oscar Austin az amerikai USNS Comfort (T-AH 19) kórházhajót kíséri a Gibraltári-szorosban. A két hajó az Operation Enduring Freedom keretében a Perzsa-öböl felé hajózott.
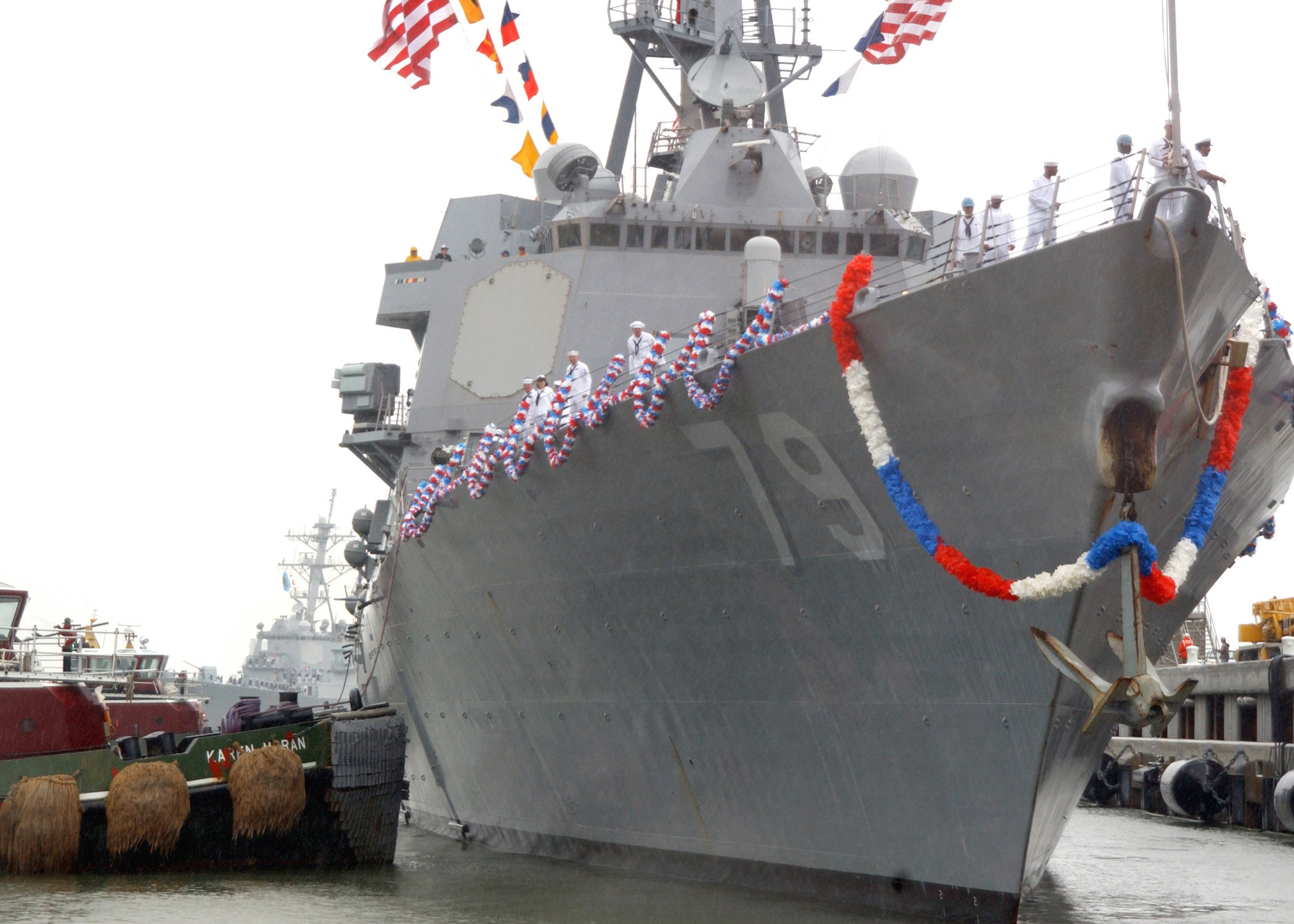
Az Oscar Austin 2003 májusában tért vissza honi kikötőjébe, a Norfolki haditengerészeti támaszpontra első éles kiküldetéséről. A képen a támaszpont 6-os számú kikötőhelyét közelíti meg.
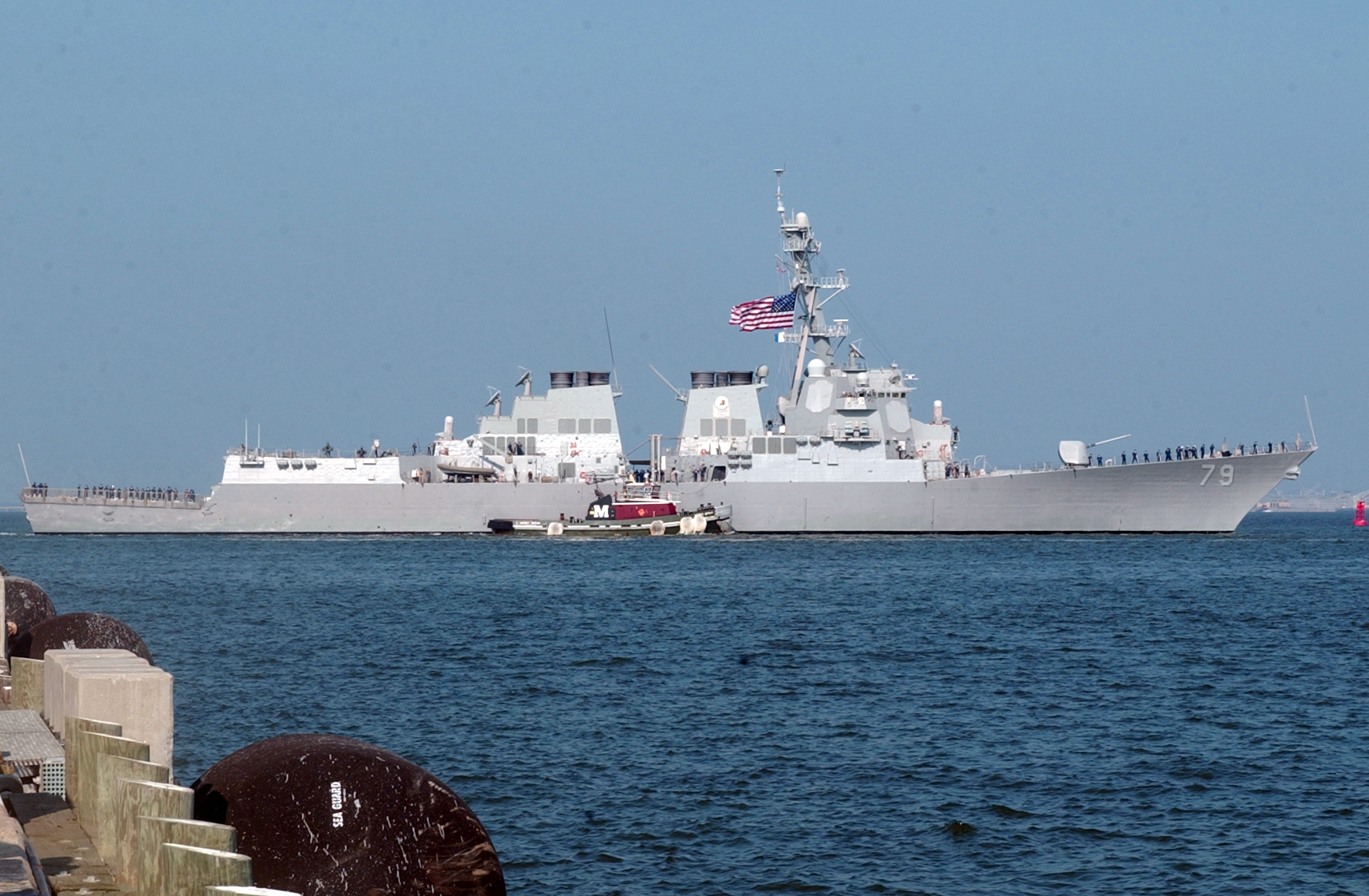
Az Oscar Austin kihajózik Norfolkból. Az oldanézeti képen jól látható, hogy a hátsó AN/SPY-1 lokátorokat magasabbra helyezték, mint az elsőket.
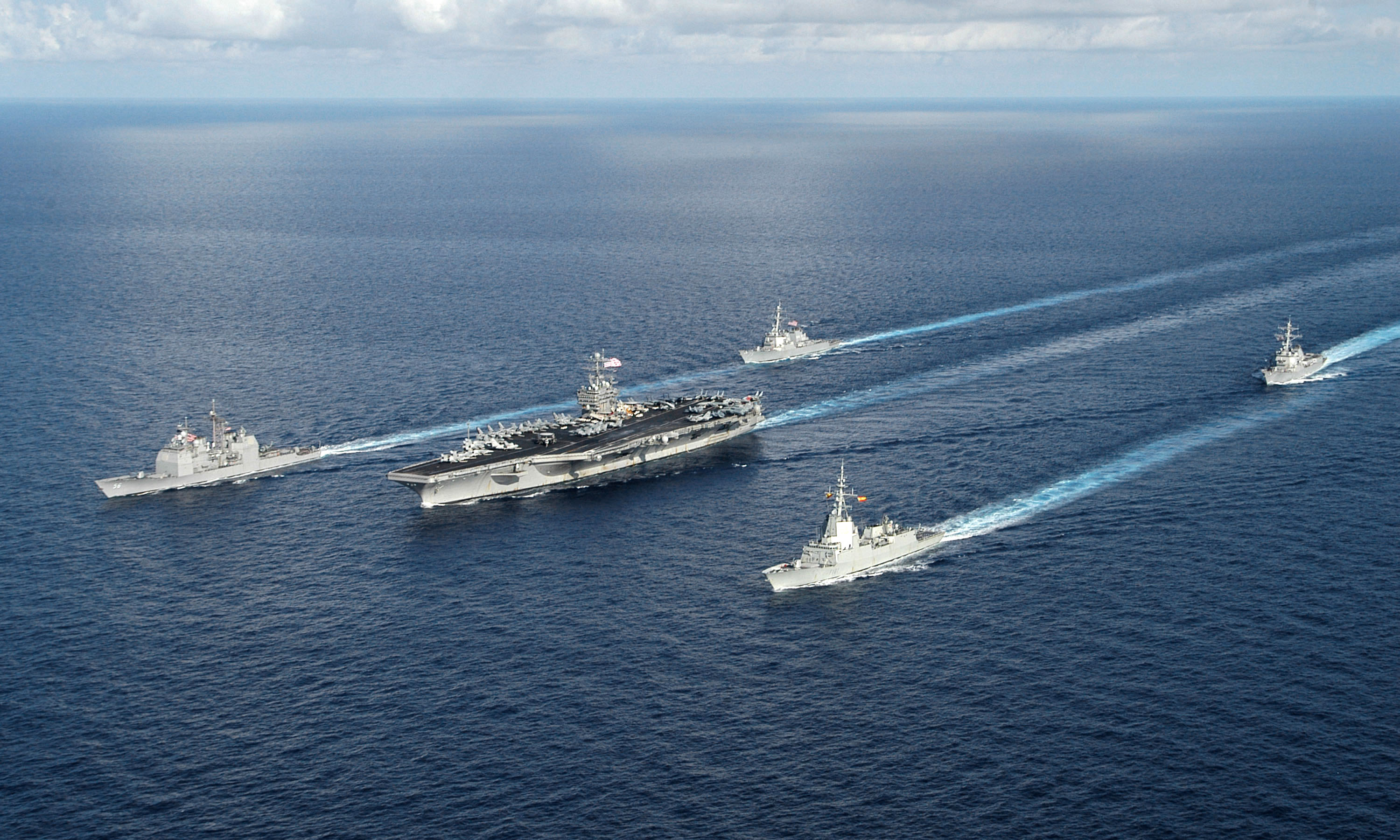
Az USS Theodore Roosevelt repülőgép-hordozó és kísérői gyakorlatoznak 2005 júliusában. A kép jobb szélén látható az Oscar Austin, a többi egység (fentről, az óramutató járásának megfelelően): a szintén Arleigh Burke osztályú USS Donald Cook (DDG 75), a spanyol Alvaro De Bazan (F 101) és az USS San Jacinto (CG 56) amerikai cirkáló.
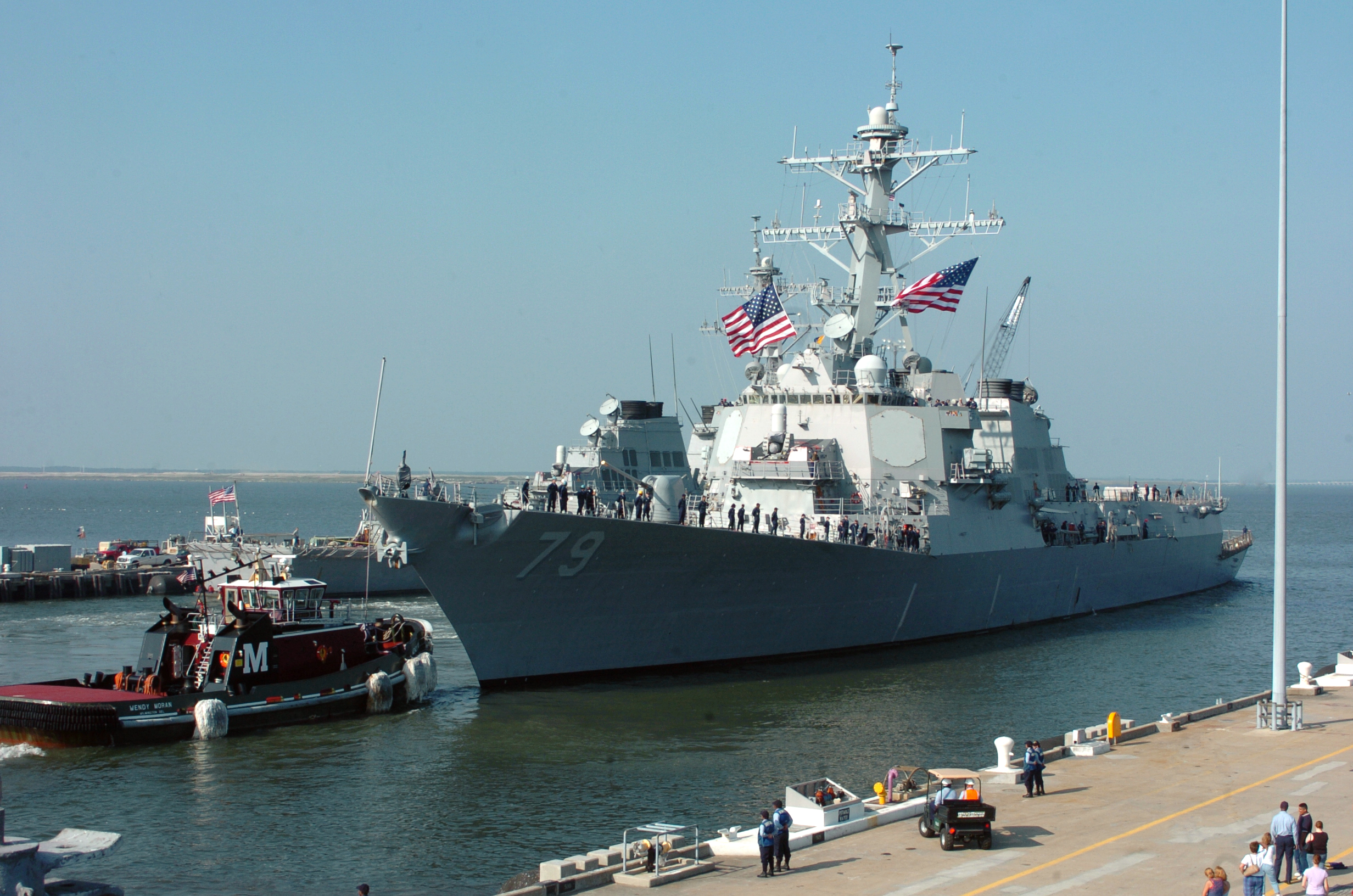
Az Oscar Austin elhagyja a honi kikötőjét, a Vriginia állambeli Norfolk haditengerészeti bázist egy Perzsa-öbölbeli küldetésre, 2005. szeptember 1-jén.
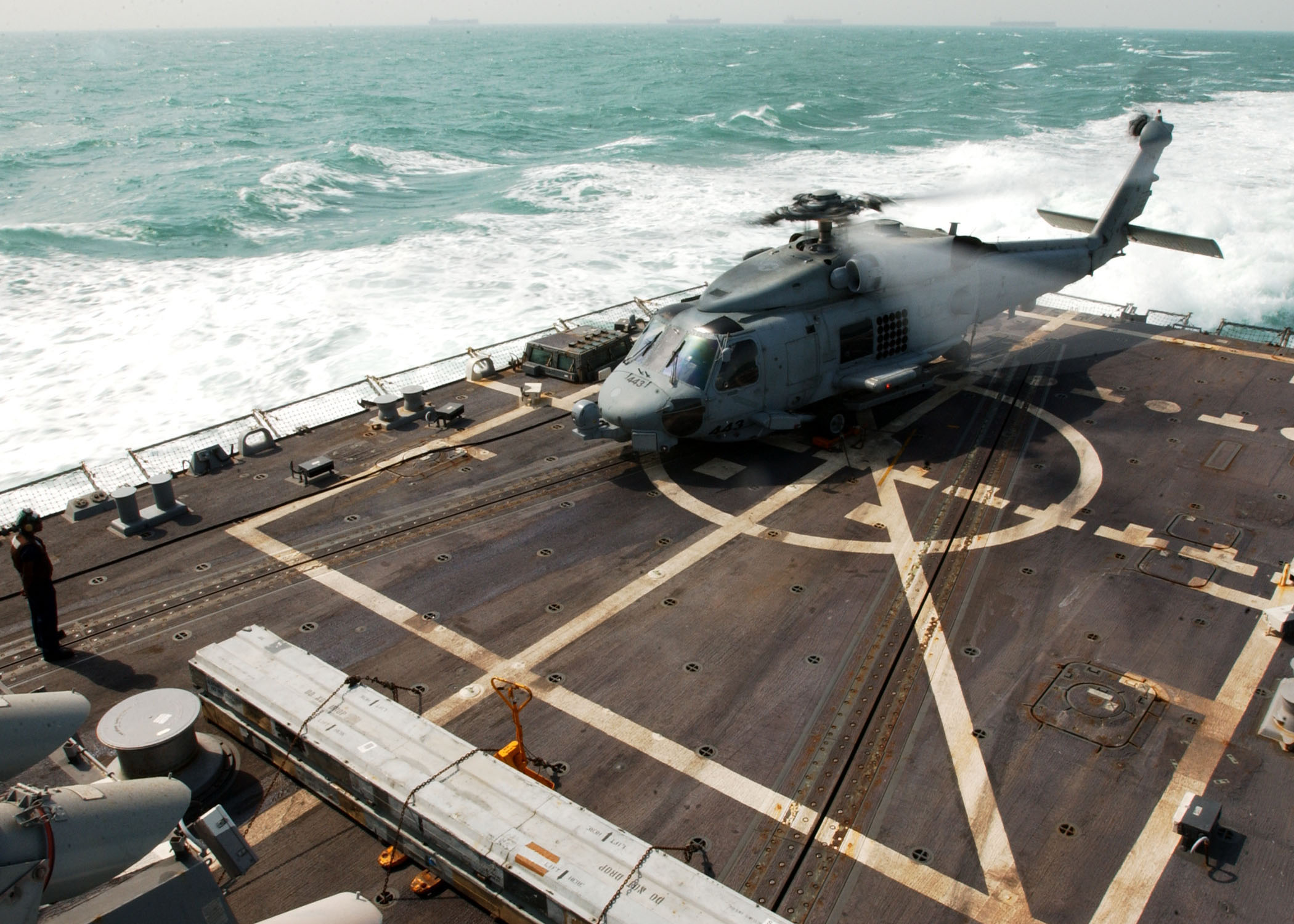
Egy SH-60B Seahawk helikopter felszálláshoz készülődik az Oscar Austin hátsó fedélzetéről. A kép bal szélén látható matróztól a helikopterig vezető vonal a helikopterek biztonságos rögzítését és mozgatását lehetővé tévő, ún. Recovery, Assist, Securing, and Traversing rendszer része.
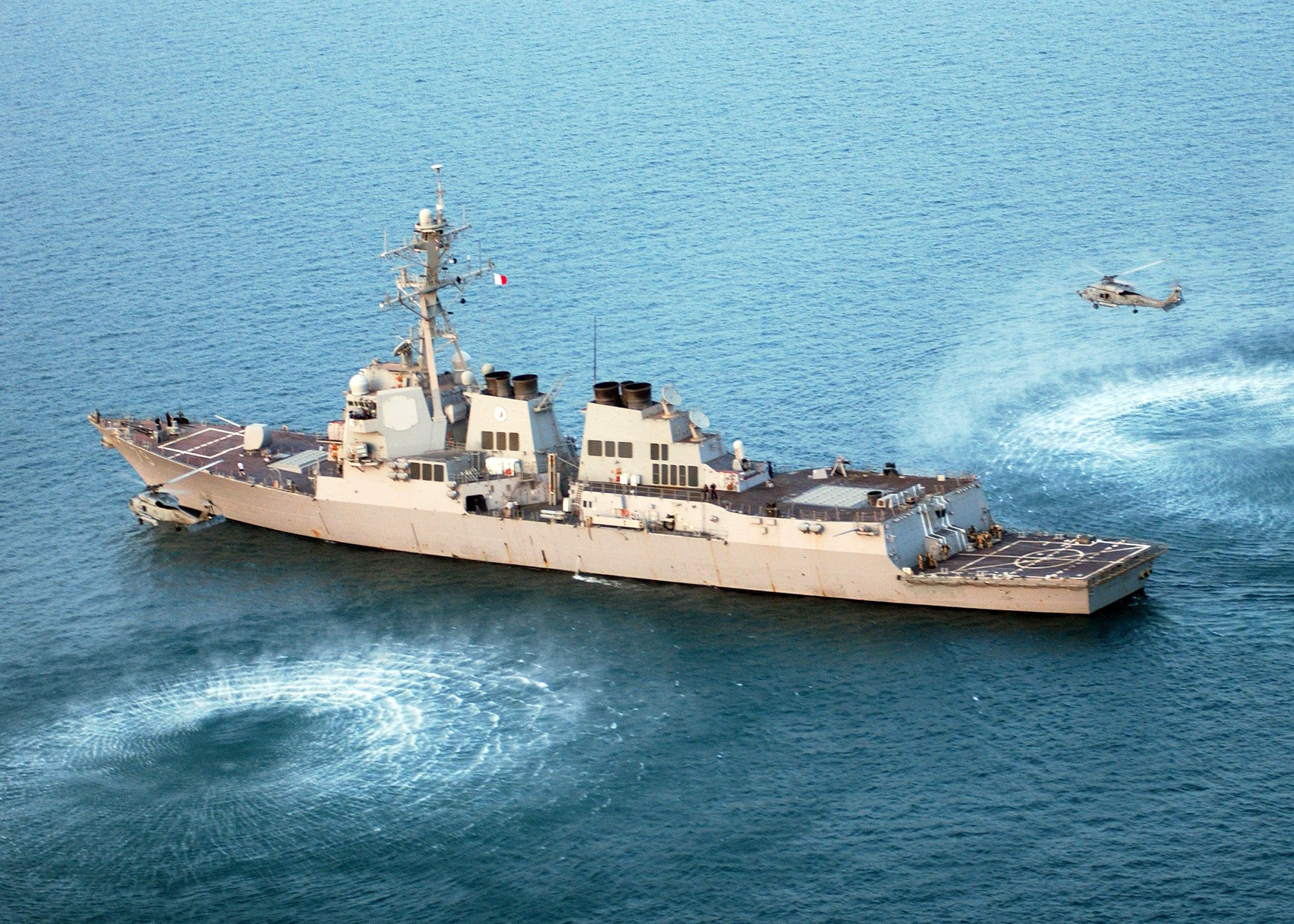
Az Oscar Austin 2005 októberében a Perzsa-öbölben. A hajót két oldalról egy HH-60H és egy SH–60F Seahawk helikopter kíséri.
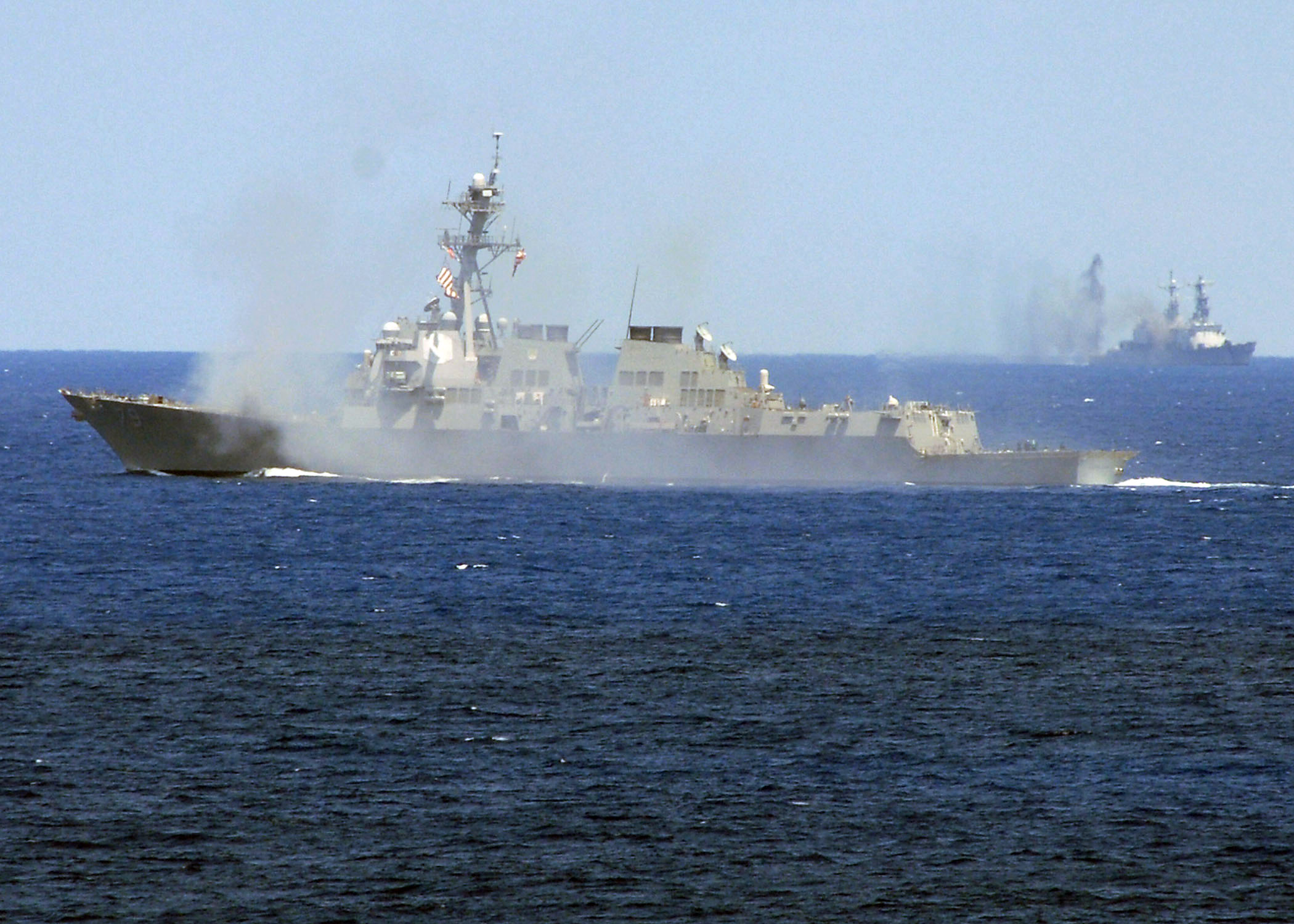
Az Oscar Austin 127 mm-es fedélzeti ágyújával lövi a szolgálatból kivont USS Conolly-t (DD-979). Az éles lőgyakorlatra 2009. április 20. - május 5. között került sor Florida partjainál.
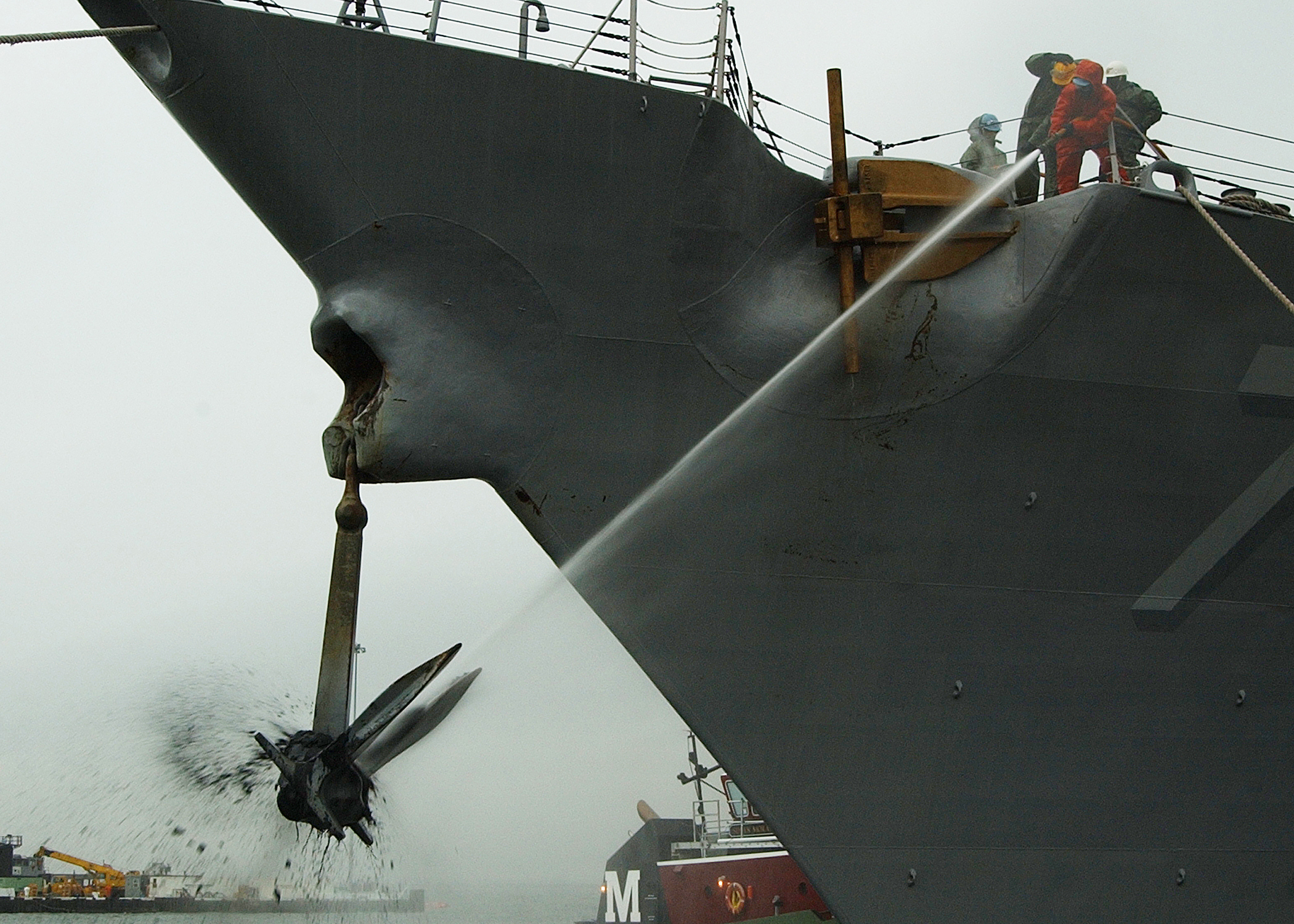
Az Oscar Austin matrózai magas nyomású vízsugárral mossák a hajó horgonyát.

### Fordítás
- Ez a szócikk részben vagy egészben  az   USS Oscar Austin (DDG-79) című angol Wikipédia-szócikk ezen változatának fordításán alapul.  Az eredeti cikk szerkesztőit annak laptörténete sorolja fel. Ez a jelzés csupán a megfogalmazás eredetét és a szerzői jogokat jelzi, nem szolgál a cikkben szereplő információk forrásmegjelöléseként.

## Külső hivatkozások
- Az USS Oscar Austin hivatalos oldala. U.S. Navy. [2007. november 11-i dátummal az eredetiből archiválva]. (Hozzáférés: 2012. április 18.)